# لاوینیا فونتانا
لاوینیا فونتانا (به ایتالیایی: Lavinia Fontana) (۲۴ اوت ۱۵۵۲ – ۱۱ اوت ۱۶۱۴) نقاش ایتالیایی بود.
او به عنوان اولین هنرمند زنی است که، در حوزهٔ مشابه همتایان مرد، در خارج از یک دربار یا کلیسا مشغول به کار است. او اولین هنرمند زن بود که نقاشی‌های از زنان را نقاشی می‌کرد و شاید اولین زن که برای نقاشی از مدل‌های برهنه زنان استفاده می‌کرد.او نان‌آور اصلی یک خانواده ۱۳ نفره بود.

## زندگی‌نامه
فونتانا در بولونیا متولد شد، او دختر یک نقاش، پروسپرو فونتانا، بود، که در زمان خود نقاش برجسته مدرسه بولونیا بود و به عنوان معلم لاوینیا را آموزش داد. در ان زمان ادامه دادن حرفه خانوادگی معمول بود
اولین کار او شناخته شده او «کودک میمون» بود که در سال ۱۵۷۵ در سن ۲۳ سالگی کشیده شد. اگرچه این کار در حال حاضر از دست رفته‌است، اما یکی دیگر از نقاشی‌های اولیه او، مسیح با نمادهای شور و شوق، در سال ۱۵۷۶ نقاشی شده‌است، که اکنون در موزه هنر ال پاسو است.او در ژانرهای مختلف نقاشی می‌کرد.
در اوایل دوران حرفه‌ای خود، از مشهورترین نقاشان در طبقه ثروتمند بولونیا بود، مخصوصاً نجیب‌زاده‌ها.
باوجود جنسیت او که مانع از کارش در جامعه ای است که کمتر عادت به هنرمندان زن داشته، اما زنان راحت‌تر پیش او می آمدند برای کشیدن نقاشی از پرتره آنان. روابط او با مشتریان زن غالباً بسیار گرم بود؛ چند زن که برای پرتره‌های نقاشی نزد او آمدند، مانند دوشس سورا، بعدها به عنوان مادر خوانده فرزندانش نامیده شد. فعالیت تجاری خود را با نقاشی، نقاشی‌های مذهبی کوچک در یر روی مس، که در میان مردم عامی به عنوان هدیه آغاز کرد. علاوه بر پرتره آثاری در مقیاس بزرگ با تم مذهبی و اساطیری که گاهی اوقات شامل زنان برهنه نیز بوده‌است کشیده
فونتانا در سال ۱۵۷۷ با پائولو زاپی ازدواج کرد. او ۱۱ کودک را به دنیا آورد، اما تنها ۳ تا از آن‌ها زنده ماندند. پس از ازدواج، فونتانا برای حمایت از خانواده اش مجدداً نقاشی را شروع کرد. همسرش با مراقبت از فرزندانشان به لاوینیادر نقاشی کمک کرد. فونتانا در سال ۱۵۸۰ از دانشگاه بولونیا مدرک تحصیلی گرفت.

## سفر به رم
فونتانا و خانواده اش در سال ۱۶۰۳ به دعوت پاپ کلمنت هشتم به رم رفتند. در آنجا او حمایت از بون کومپاگنی از اعضای خانواده گریگوری سیزدهم را به دست آورد. لاوینیادر رم پیشرفت کرد و افتخارات متعددی بدست آورد از جمله در سال ۱۶۱۱ مدال پرتره برنزی توسط مجسمه‌ساز و معمار فلیس آنتونیو کاسونی ساخته شد. برخی از پرتره‌های او، به اشتباه به گیدو رنی نسبت داده شده‌است. مهم‌ترین آن‌ها ونوس، باکره بلند کردن حجاب از نوزاد خواب مسیح؛ و ملکه سبا هستند. از شاهکارهای او نقاشی از چهره خودش بود که می‌گفتند بسیار زیبا بود. پرتره فونتانا از خودش بین هنرمندان به عنوان شاهکار بانویی برجسته و به عنوان یک هنرمند حرفه‌ای مطرح است. این تصویر یک زن هنرمند قرن شانزدهم بود.
در حالی که سبک نقاشی او در جوانی بسیار شبیه پدرش بود، به تدریج سبک او به سمت نیمه ونیزی قوی سوق پیدا کرد.
او به سمت استادی آکادمی دی سن لوکا شهر رم انتخاب شد، و در آن شهر، در ۱۱ اگوست ۱۶۱۴ درگذشت. بیش از ۱۰۰اثر به صورت مستند منسوب به اوست، اما تنها ۳۲ اثر دارای تاریخ و امضای اوست که امروز شناخته شده‌است. ۲۵ اثر دیگر وجود دارد که می‌توان به او نسبت داده شود. او بزرگترین هنرمند زن قبل از سال ۱۷۰۰ است. سوفونیسبا آنگیسولا ممکن است بر روی کارهای او تأثیر گذاشته باشد.

## نگارخانه

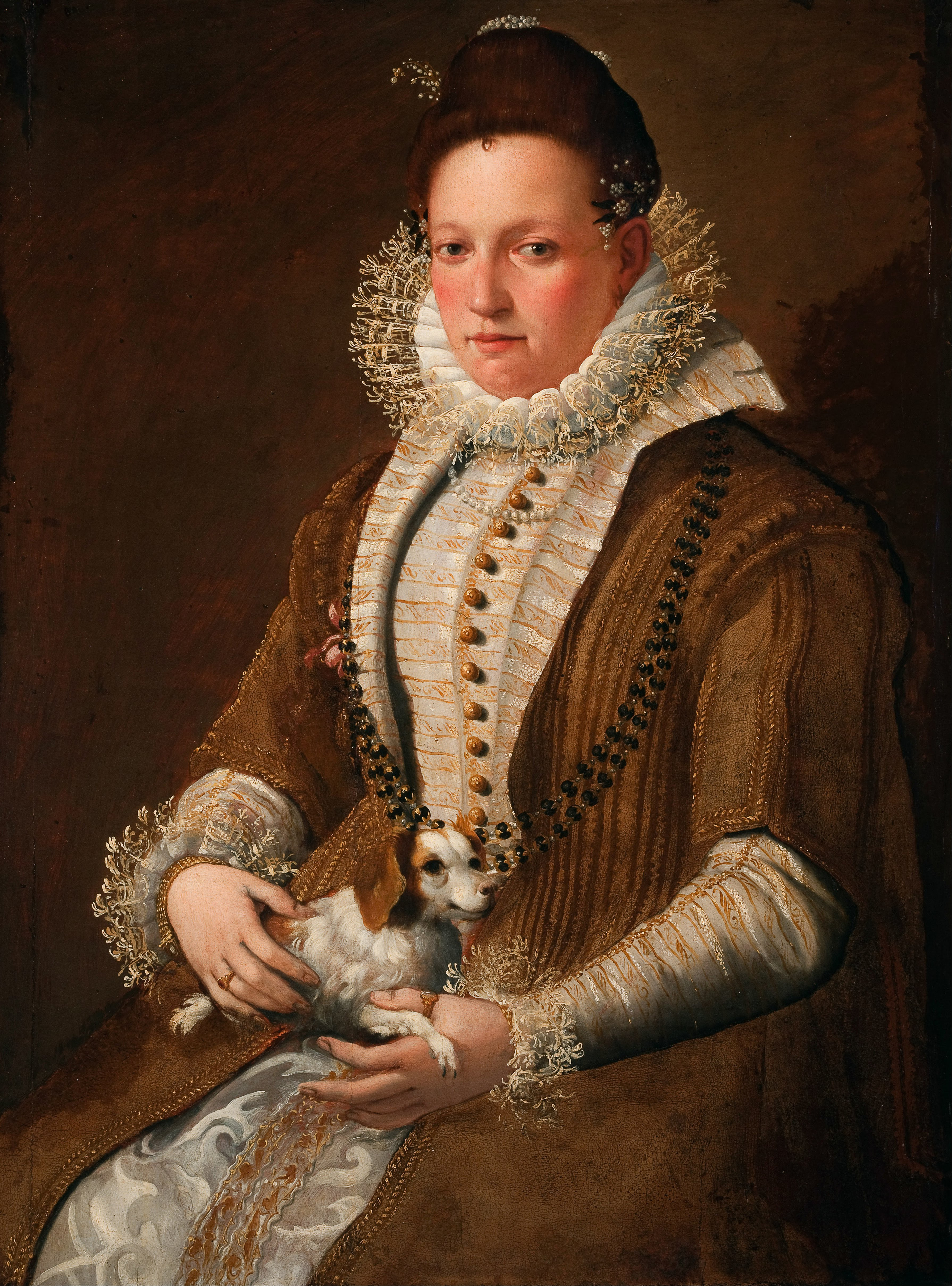
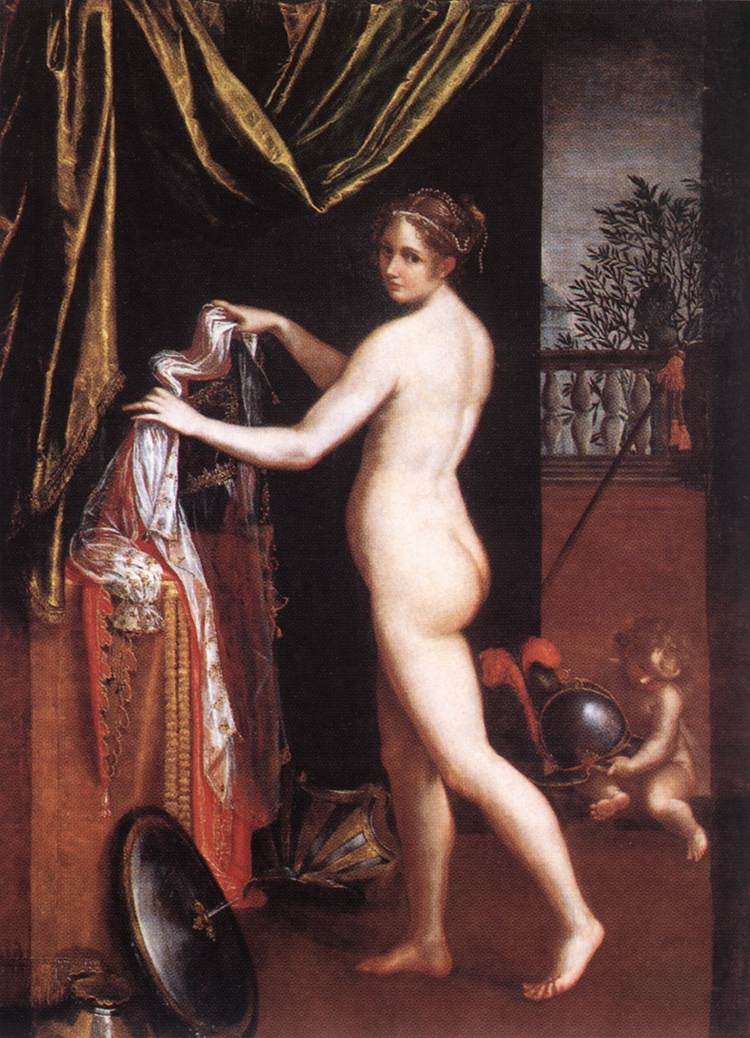
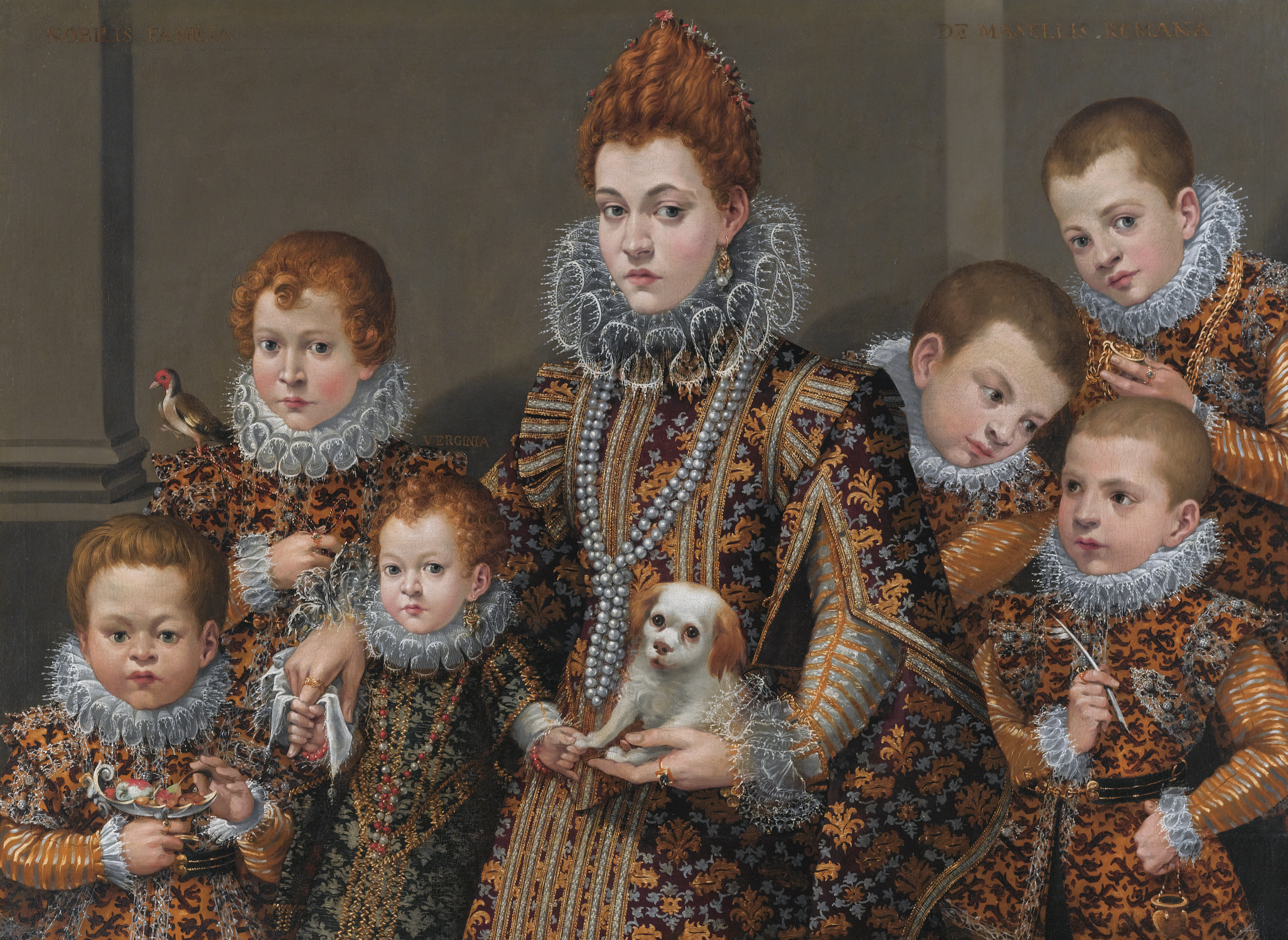
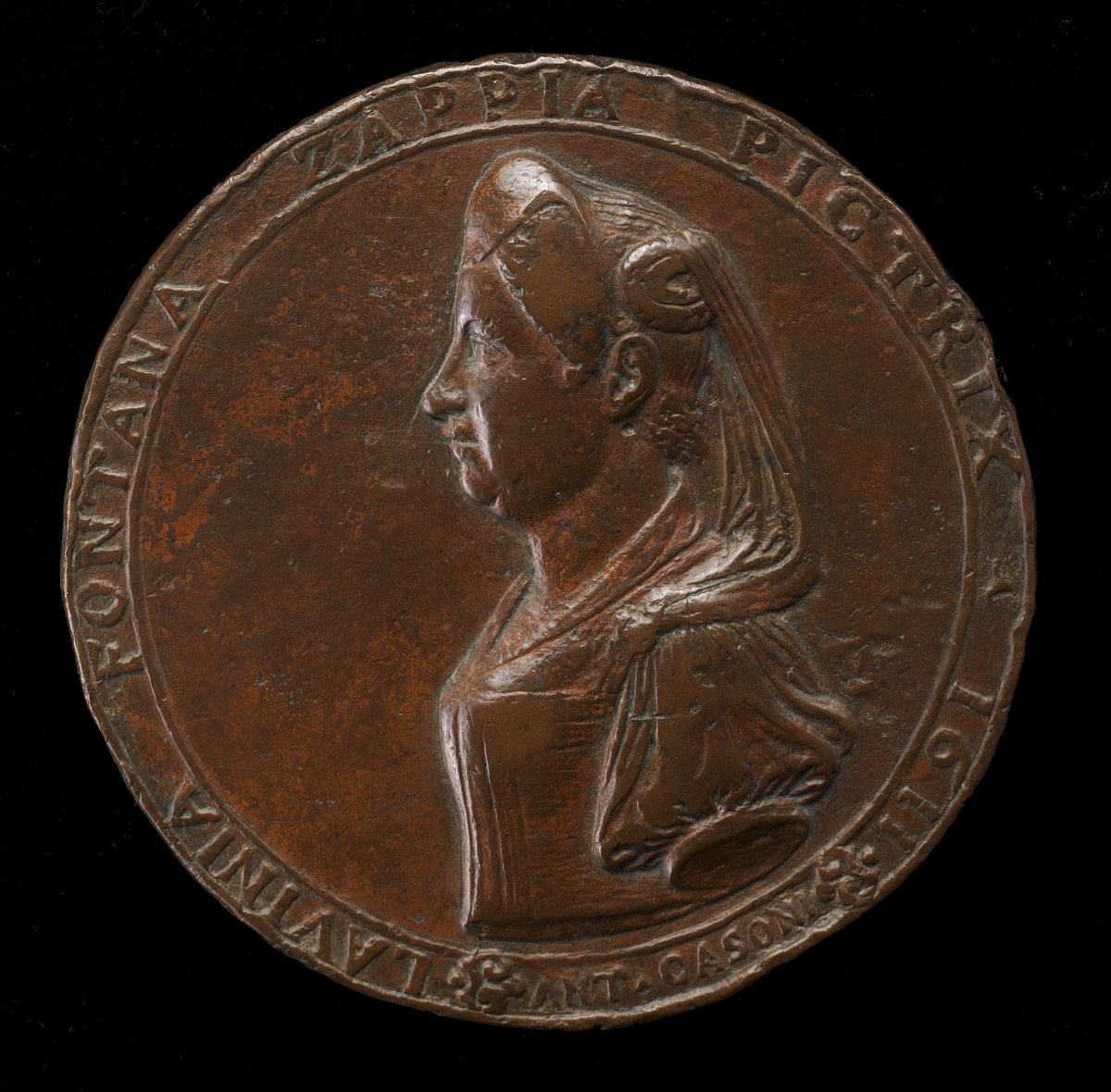
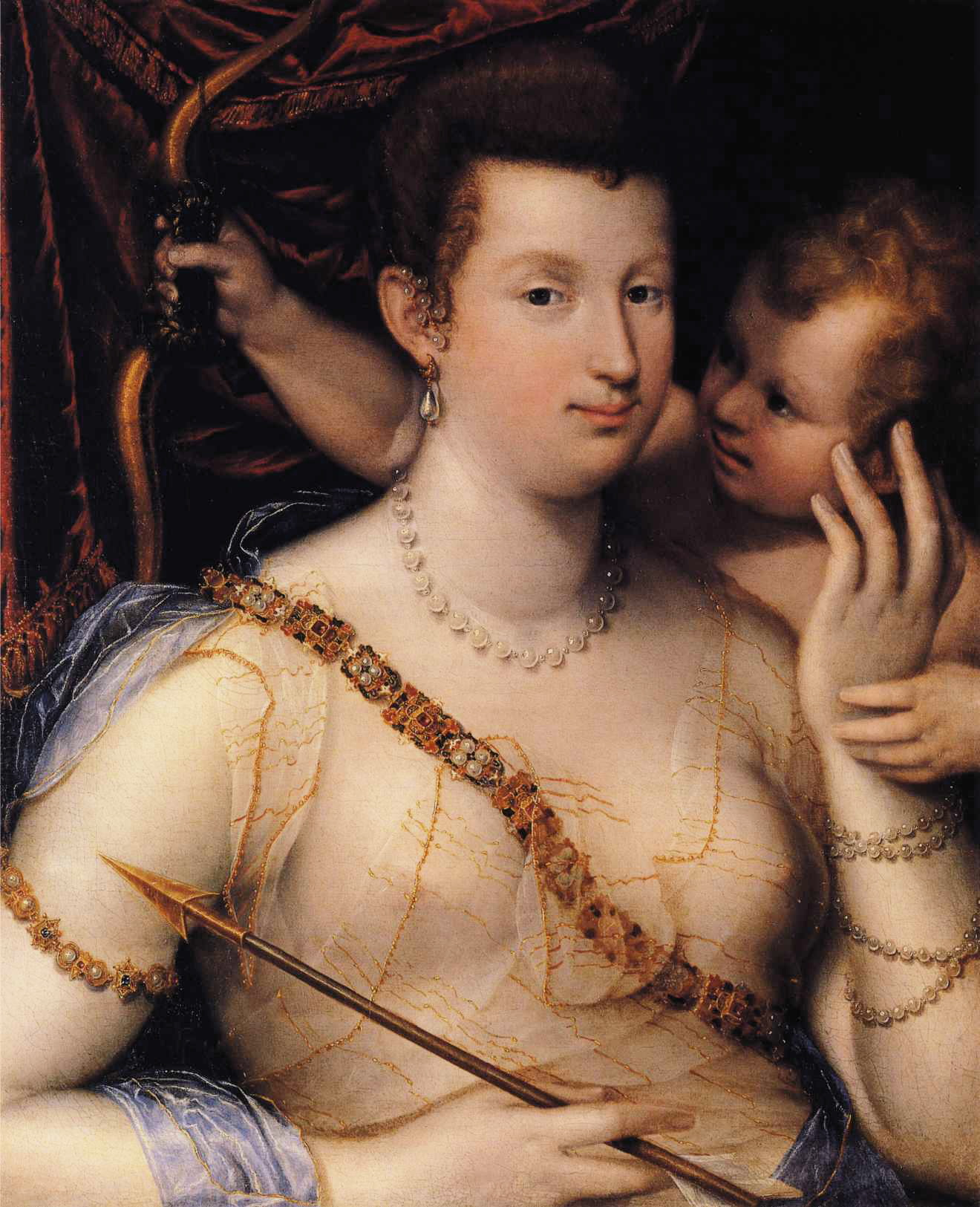
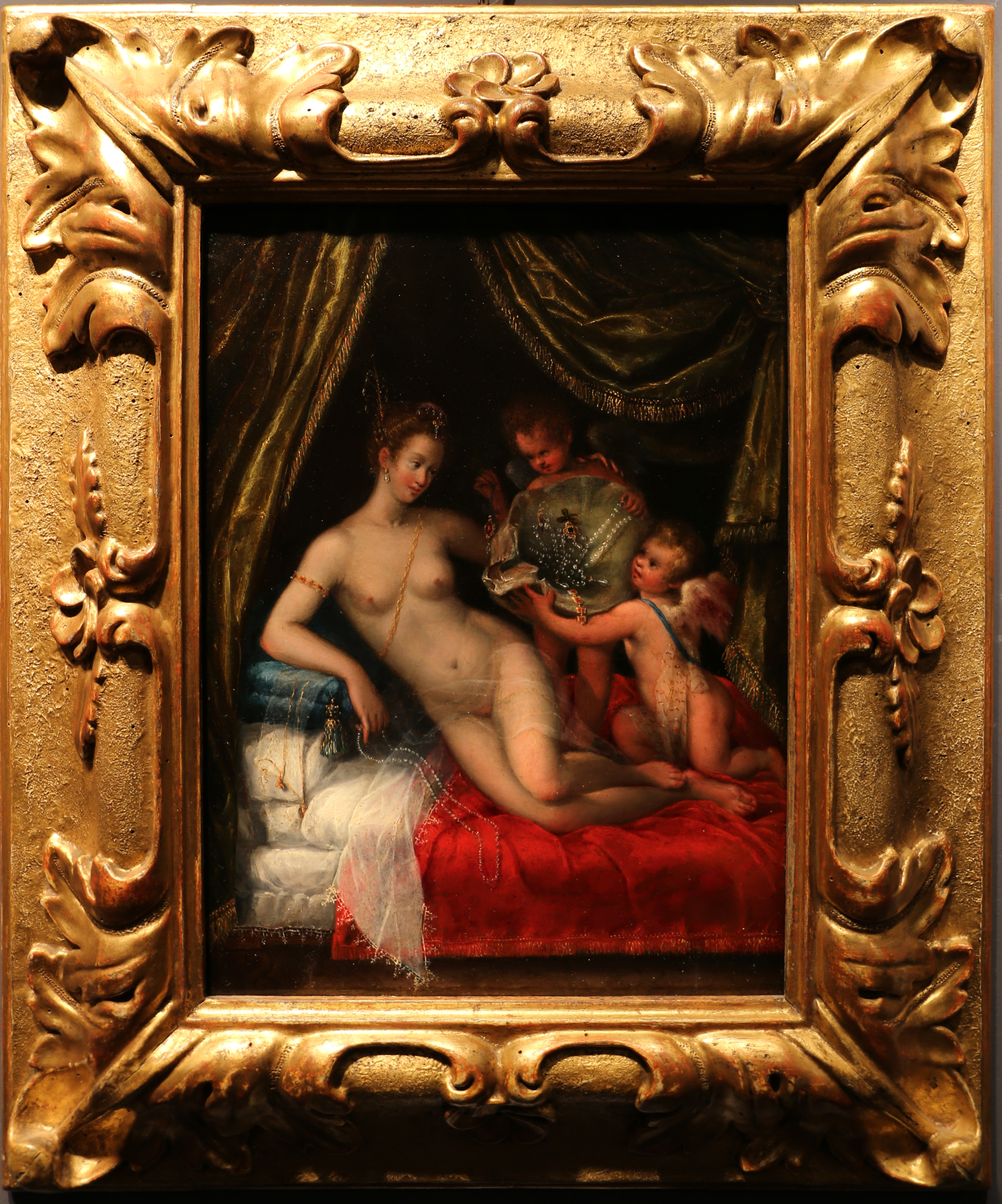